# Landshövdingar i Örebro län
Landshövdingen i Örebro län är chef för Länsstyrelsen i Örebro län. Landshövdingen blir under sin ämbetstid även ståthållare på Örebro slott och ingår därmed i de Icke tjänstgörande hovstaterna vid Kungliga hovet.

## Landshövdingar
se även Örebro slottslän för tiden innan 1634

### Landshövding iNärkes och Värmlands län(1634–1639)
1. 1634–1639: Gustav Eriksson Leijonhufvud

### Landshövdingar i Örebro län 1639–1654
| Nummer | Namn                         | Tillträde | Avgång | Not   |
| ------ | ---------------------------- | --------- | ------ | ----- |
| 1.     | Gustav Eriksson Leijonhufvud | 1639      | 1648   | [ 2 ] |
| 2.     | Christer Bonde               | 1648      | 1653   | [ 2 ] |
| 3.     | Gustaf Soop                  | 1653      | 1654   | [ 2 ] |

### Landshövdingar i Närkes och Värmlands län (1654–1779)
| Nummer | Namn                            | Tillträde | Avgång | Not   |
| ------ | ------------------------------- | --------- | ------ | ----- |
| 3.     | Gustaf Soop                     | 1654      | 1658   | [ 2 ] |
| 4.     | Abraham Gustavsson Leijonhufvud | 1658      | 1676   | [ 2 ] |
| 5.     | Jakob Fleming                   | 1676      | 1677   | [ 2 ] |
| 6.     | Mårten Reutercrantz             | 1677      | 1680   | [ 2 ] |
| 7.     | Claes Fleming                   | 1680      | 1681   | [ 2 ] |
| 8.     | Gustaf Lilliecrona              | 1681      | 1685   | [ 2 ] |
| 9.     | Didrik Wrangel af Adinal        | 1685      | 1693   | [ 2 ] |
| 10.    | Fromhold Fägerskiöld            | 1693      | 1706   | [ 2 ] |
| 11.    | Salomon Cronhielm af Hakunge    | 1707      | 1714   | [ 2 ] |
| 12.    | Claes Ekeblad d.ä.              | 1714      | 1719   | [ 2 ] |
| 13.    | Konrad Ribbing                  | 1719      | 1729   | [ 2 ] |
| 14.    | Eric Wrangel                    | 1729      | 1739   | [ 2 ] |
| 15.    | Nils Reuterholm                 | 1739      | 1756   | [ 2 ] |
| 16.    | Adolf Mörner                    | 1756      | 1766   | [ 2 ] |
| 17.    | Johan Abraham Hamilton          | 1766      | 1779   | [ 2 ] |

### Landshövdingar i Örebro län (1779–idag)

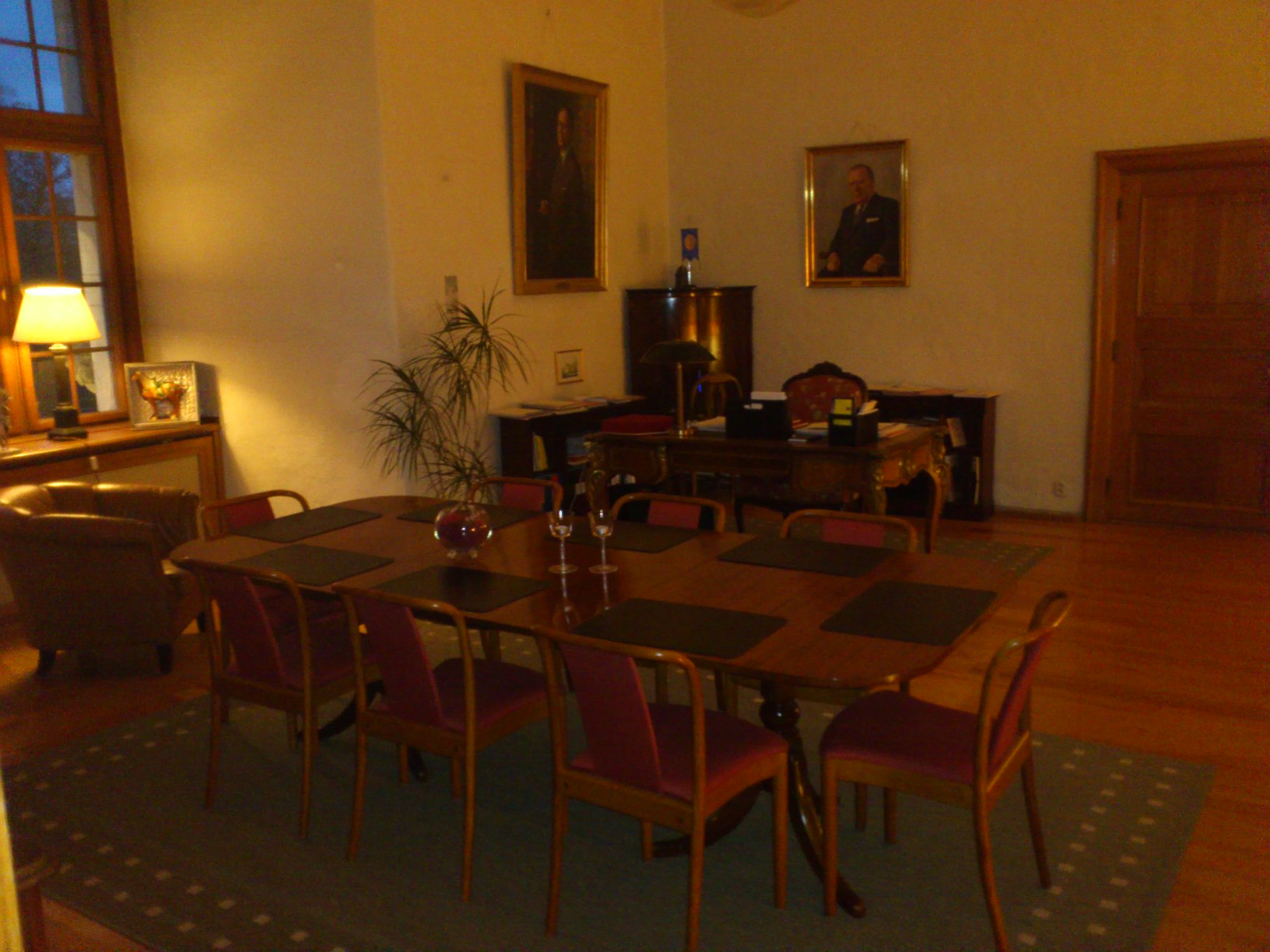
Landshövdingens arbetsrum inne i Örebro slott.

| Nummer | Namn                    | Tillträde | Avgång   | Not         |
| ------ | ----------------------- | --------- | -------- | ----------- |
| 17.    | Johan Abraham Hamilton  | 1779      | 1780     | [ 2 ]       |
| 18.    | Evert August Franc      | 1780      | 1796     | [ 2 ]       |
| 19.    | Carl Didrik Hamilton    | 1796      | 1801     | [ 2 ]       |
| 20.    | Salomon Löfvenskiöld    | 1801      | 1816     | [ 2 ]       |
| 21.    | Nils Gyldenstolpe       | 1817      | 1834     | [ 2 ]       |
| 22.    | Erik Johan Bergenschöld | 1835      | 1856     | [ 2 ]       |
| 23.    | Carl Åkerhielm          | 1856      | 1876     | [ 2 ]       |
| 24.    | Axel Bergström          | 1876      | 1893     | [ 2 ]       |
| 25.    | Axel Svedelius          | 1893      | 1904     | [ 2 ]       |
| 26.    | Theodor Nordström       | 1904      | 1911     | [ 2 ]       |
| 27.    | Karl Johan Bergström    | 1911      | 1925     | [ 2 ]       |
| 28.    | Henning Elmquist        | 1925      | 1928     | [ 2 ]       |
| 29.    | Bror Hasselrot          | 1928      | 1947     | [ 2 ]       |
| 30.    | K.J. Olsson             | 1947      | 1960     | [ 2 ]       |
| 31.    | Valter Åman             | 1961      | 1971     | [ 2 ]       |
| 32.    | Harald Aronsson         | 1971      | 1980     | [ 2 ]       |
| 33.    | Elvy Olsson             | 1980      | 1989     | [ 2 ]       |
| 34.    | Sigvard Marjasin        | 1989      | 1994     | [ 3 ] [ 2 ] |
| 35.    | Gerd Engman             | 1995      | 2004     | [ 2 ]       |
| 36.    | Sören Gunnarsson        | 2004      | 2008     | [ 2 ]       |
| 37.    | Rose-Marie Frebran      | 2008      | 2015     | [ 4 ]       |
| 38.    | Maria Larsson           | 2015      | 2022     | [ 5 ]       |
| 39.    | Lena Rådström Baastad   | 2023      | sittande | [ 6 ]       |

## T.f. och vice landshövdingar
Härnedan förtecknas personer som varit förordnade som landshövdingar under längre eller kortare tid. Listan är inte komplett.
- Henrik von Falkenberg af Bålby, vice landshövding under aug–sept 1676
- Gustaf Funck, vice landshövding några månader under 1718
- Esbjörn Christian Reuterholm, vice landshövding 1751–1752
- Jakob Ludvig von Schantz, vice / biträdande landshövding 1772–1773 och juli 1788
- Adolf Tandefelt, vice landshövding 1799–1800
- Nils Gyldenstolpe, vice landshövding 1816–1817
- Nils von Snoilsky, vice landshövding 1831–1833
- Axel Reinhold von Sydow, vice landshövding 1833–1834
- Wilhelm Albrecht Dorchimont, vice landshövding 1834–1836
- Ove Sundelius, okt–nov 1980
- Lars Östring, nov 1994 – jan 1995 samt jan–april 2004
- Anna Olofsson, jan 2023 – feb 2023[6][5]